# Collins (Iowa)
Collins es una ciudad situada en el condado de Story, en el estado de Iowa, Estados Unidos. Según el censo de 2010 tenía una población de 495 habitantes.

## Geografía
Según la Oficina del Censo de los Estados Unidos, la localidad tiene un área total de 1,27 km², la totalidad de los cuales 1,27 km² corresponden a tierra firme.

## Demografía
Según el censo de 2010, había 495 personas residiendo en la localidad. La densidad de población era de 389,76 hab./km². Había 219 viviendas con una densidad media de 172,44 viviendas/km². El 98,99% de los habitantes eran blancos, el 0,2% asiáticos y el 0,81% pertenecía a dos o más razas. El 0,2% de la población eran hispanos o latinos de cualquier raza.